# Patrick Connor
Patrick Connor (* 15. März 1906 in Kenmare, County Kerry; † 26. August 1989 in Tralee, County Kerry, Irland) war ein irischer Politiker der Fine Gael. Er war von 1957 bis 1961 Mitglied des Seanad Éireann, dem irischen Oberhaus, und von 1961 bis 1969 Teachta Dála (Abgeordneter) im Dáil Éireann, dem irischen Unterhaus des Oireachtas, war.

## Biografie
Connor wurde 1957 über die Verwaltungsliste in den Seanad Éireann gewählt. Er trat dann auch bei den Wahlen 1961 im Wahlkreis Kerry South an und wurde gewählt. Seinen Sitz konnte er bei den Wahlen 1965 verteidigen, verlor ihn jedoch bei den Wahlen zum Dáil Éireann 1969. Danach trat er nicht mehr zu Wahlen an.

## Quelle
- Eintrag auf der Homepage des Oireachtas